# Шантави рисунки: Отново в действие
„Шантави рисунки: Отново в действие“ (на английски: Looney Tunes: Back in Action) е американски игрално-анимационен филм от 2003 година, режисиран от Джо Данте, по сценарий на Лари Дойл. Сюжетът проследява Дафи Дък и Бъгс Бъни (и двамата са озвучени от Джо Аласки), докато помагат на амбициозния смел Дамян „Ди Джей“ Дрейк-младши (Брендън Фрейзър) и изпълнителният директор на Warner Bros. – Кейт Хоутън (Джена Елфман) намират диаманта „синя маймуна“, за да попречат на злия Г-н Председател (Стийв Мартин) от корпорацията Акме да го използва, за да превърне човечеството в маймуни, които ще произвеждат продуктите му; групата също се опитва да спаси бащата на Ди Джей (Тимъти Далтън), актьор и шпионин, заловен от Господин Председател. Режисьор на анимацията е Ерик Голдбърг.
Филмът е пуснат театрално в Съединените щати на 14 ноември 2003 г. от Warner Bros. Pictures. Филмът спечели 68,5 милиона долара по целия свят срещу бюджет от 80 милиона долара. Това беше финалният филм, който бе направен от композитора Джери Голдсмит, който почина по-малко от година след излизането на филма. Това беше и последният филм, продуциран от Warner Bros. Feature Animation.

## Сюжет
Омръзнал да играе двойния акт на Бъгс Бъни, Дафи Дък изисква собствен анимационен филм от Warner Bros., но незабавно е уволнен от „вицепрезидента на комедията“ – Кейт Хоутън. Охранителят и амбициозният каскадьор, Ди Джей Дрейк е помолен да придружи Дафи от площадката на студиото, но последвалото преследване води до Батмобила, за да разруши водната кула на студиото, което кара Ди Джей да бъде уволнен в процеса. Той се завръща у дома с Дафи, който се придвижва, където получава съобщение от баща си, звездата на екшън филмите, Дамян Дрейк, който всъщност е таен агент. Дамиан инструктира сина си да пътува до Лас Вегас, да намери своя сътрудник Дъсти Тейлс и да намери мистичен диамант, наречен диамант „синя маймуна“, преди малко след това да бъде заловен от корпорацията Акме, водена от детския господин председател. Ди Джей и Дафи се отправят към Вегас. Междувременно рутинните процедури на Бъгс се разпадат, без Дафи, така че Кейт е принудена да намери и предназначи Дафи или лицето да бъде прекратено. Бъгс информира Кейт за ситуацията, така че те се отправят към дома на Ди Джей, където намират шпионската кола на Дамиан и я използват, за да преследват Ди Джей и Дафи.
В Лас Вегас, Ди Джей и Дафи се срещат с Дъсти в казино, собственост на Йосемити Сам, който по случайност е оперативен работник на корпорацията Акме. Дъсти им дава странна игрална карта, което е ключ към намирането на диаманта. Сам и неговите поддръжници се опитват да ги убият и вземат картата, но те успяват да му се изплъзнат и избягат в шпионската кола с Бъгс и Кейт. Шпионската кола, която също може да лети, катастрофира в пустинята Невада. Докато прекосяват пустинята, Уили Койота се опитва да ги спре, но не успява. В крайна сметка групата се натъква на Зона 52, ръководена от жена, наречена „майка“, която ги информира за ситуацията. Тя пуска видеозапис, който разкрива, че Синята маймуна има силата да превърне хората в маймуни и да ги еволюира обратно. Акме възнамерява да използва синята маймуна върху цялото човечество за производството на техните продукти и след това да ги върне, за да ги закупи. Марвин Марсианецът, който е бил затворен в съоръжението, избягва и води група затворници от извънземни да получат игралната карта, но героите избягват. Виждайки, че картата е с лице на Мона Лиза, групата заключава, че трябва да разгледа картината в Лувъра, разположен в Париж.
В Лувъра те откриват, че картата съдържа прозорец за гледане и, гледайки през нея, прозорецът разкрива, че Мона Лиза има скрита карта на Африка отдолу. Съдружникът на Бъгс и Дафи, Елмър Фъд, се появява, разкривайки се като оператор на Акме, и преследва Бъгс и Дафи през галерията за картичката, докато Кейт е отвлечена от телохранителя на Г-н Председател, г-н Смит, за да получи снимка на Африканска карта с помощта на Лешояда Бийки. Ди Джей спасява Кейт и Елмър е дезинтегриран от Бъгс, след като е изскочил от произведение на пуантилизма. Бъгс и Дафи се събират отново с Ди Джей и Кейт и напускат Париж.
Ди Джей, Кейт, Бъгс и Дафи пътуват до Африка, срещайки се с Баба, Силвестър и Туити, които ги придружават до руините на храма в джунглата, където намират синята маймуна. Въпреки това, Баба и компания се разкриват като Г-н Председател, Смит и Тасманийският дявол, като са прикрити. Г-н Председател използва пистолет за дезинтеграция, за да транспортира себе си и героите до щаба на Акме, където принуждава Ди Джей да му даде диаманта, когато Дамиан се разкрива като негов затворник, но се връща на думата си да го освободи.
Марвин е изпратен да постави синята маймуна на сателит Acme, който ще излъчва енергиен лъч по целия свят, за да превърне всички, с изключение на господин председателя, в маймуни. Ди Джей и Кейт спасяват Дамиан от смъртния капан, докато Бъгс и Дафи преследват Марвин в космоса. Бъгс е недееспособен, което кара Дафи да се превърне в Дък Доджърс, за да унищожи синята маймуна. Трансформиращият се енергиен лъч удря само Г-н Председател, превръщайки го в маймуна. Бъгс и Дафи се завръщат на Земята, където Дафи открива, че цялото приключение е организирано, за да направи филм. Бъгс обаче обещава на Дафи, че ще бъдат равностойни партньори, но точно както късметът на Дафи изглежда се подобрява, той е изгладен от ириса на Looney Tunes, където Порки Пиг се опитва да затвори филма с „Това е всичко, приятели!“, само за да затвори студиото, преди да успее да завърши, и казва на публиката да се прибере вкъщи.

## Актьорски състав
| Изпълнител      | Роля                                                     |
| --------------- | -------------------------------------------------------- |
| Брендън Фрейзър | Дамиан „Ди Джей“ Дрейк младши Себе си                    |
| Джена Елфман    | Кейт Хоутън                                              |
| Стийв Мартин    | Господин Председател                                     |
| Хедър Локлеър   | Дъсти Тейлс                                              |
| Джоун Кюсак     | Майка                                                    |
| Тимъти Далтън   | Дамиан Дрейк                                             |
| Боб Голдбърг    | Боб Смит                                                 |
| Дон Стантън     | Господин Уорнър                                          |
| Дан Стантън     | братът на г-н Уорнър                                     |
| Матю Лилард     | Себе си (камео)                                          |
| Джеф Гордън     | Себе си (камео)                                          |
| Кевин Маккарти  | Д-р Майлс Бенел (камео)                                  |
| Майкъл Джордан  | Себе си (камео чрез архивен кадър от Космически забивки) |
| Марк Лорънс     | Вицепрезидент на Акме, Посочвайки очевидното             |
| Рон Пърлман     | Вицепрезидент на Акме, Не си взема поука                 |
| Робърт Пикардо  | Вицепрезидент на Акме, Риторични въпроси                 |

### Озвучаващ състав
| Изпълнител      | Роля                                                  |
| --------------- | ----------------------------------------------------- |
| Джо Аласки      | Бъгс Бъни Дафи Дък Силвестър Лешояда Бийки Мама Мечка |
| Джеф Бенет      | Фогхорн Легхорн Йосемити Сам Гадния Канаста           |
| Боб Бъргън      | Порки Пиг                                             |
| Брендън Фрейзър | Тасманийския дявол Тасманийския женски дявол          |
| Джун Форей      | Баба                                                  |
| Ерик Голдбърг   | Марвин Марсианеца Спийди Гонзалес Туити               |
| Брус Ланол      | Пепе льо Пю                                           |
| Били Уест       | Елмър Фъд Питър Лори                                  |
| Пол Джулиън     | Бързоходеца (чрез архивни записи)                     |
| Бил Робъртс     | Мичиган Жабата (чрез архивни записи)                  |
| Дани Чамбърс    | Кононтейл Смит                                        |
| Уил Райън       | Татко Мечок                                           |
| Стан Фрийбърг   | Младши Мечок                                          |
| Кейси Кейсъм    | Шаги Роджърс                                          |
| Франк Уелкър    | Скуби-Ду                                              |
| Дани Ман        | Робо Куче и Шпионска котка                            |
| Мел Бланк       | Гремлинската кола (архивни записи)                    |
| Джони Дейвис    | Бухала Джолсън (архивни записи)                       |

## Продукция
„Шантави рисунки: Отново в действие“ първоначално е разработен като продължение на „Космически забивки“ (1996). Когато развитието започна, сюжетът на филма ще включва ново състезание по баскетбол между Шантавите рисунки и нов злодей на име Berserk-O!. Изпълнителят Боб Кемп беше натоварен да проектира Berserk-O! и неговите поддръжници. Джо Питка щеше да се върне към режисьора и Спайк Бранд и Тони Сервоне се подписаха като ръководители на анимацията. Майкъл Джордан обаче не се съгласи да участва в продължение. Според Кемп, продуцентът е излъгал дизайнерите, твърдейки, че Джорджан е подписал, за да продължи развитието. Warner Bros. Pictures в крайна сметка отмени плановете за „Космически забивки 2“.
След това филмът отново навлезе в разработката като Spy Jam и трябваше да участва Джаки Чан. Warner Bros. планира и филм, озаглавен Race Jam, в който би участвал състезателният пилот Джеф Гордън. И двата проекта в крайна сметка бяха отменени. В крайна сметка Warner Bros. помоли Джо Данте да режисира „Отново в действие“. В началото на 90-те години Данте искаше да продуцира биографична комедия с HBO, наречена Termite Terrace. Тя се концентрира около ранните години на режисьора и карикатурист Чък Джоунс в Warner Bros. през 30-те години. По отношение на проекта Данте си спомни: „Това беше весела история и беше много добра, с изключение на това, че Warner Bros. каза: „Вижте, това е стара история. В нея има периодични неща. Ние не искаме това. Искаме да ребрандираме нашите герои и ние искаме да направим Космически забивки.“
Данте се съгласи да режисира „Отново в действие“ като почит към Джоунс. Съобщава се, че той и сценаристът Лари Дойл са искали филмът да бъде „Анти-космически забивки“, тъй като Данте не харесва как този филм представлява марката и личностите на Шантави рисунки. Данте каза, че „бях направил филм за тях с тези герои от „Шантави рисунки: Отново в действие“, и те не искаха да знаят за тези герои. Не искаха да знаят защо Бъгс Бъни не трябва да прави хип-хоп. Наоколо беше доста мрачно изживяване.“ Warner Bros. нае Ерик Голдбърг от Walt Disney Feature Animation, най-известен с бързата си, вдъхновената от Warner Bros. анимация на Джина в „Аладин“ през 1992 година, за да режисира анимацията.
По отношение на филма Данте заяви: „Това е гагфест. Нямайки особено силна история, той просто преминава от гаф към гаф и място на място. Това не е особено завладяващ разказ, но, разбира се, не там е очарованието на филма трябва да лъже.“ По въпроса за заснемането Данте каза, „щяхме да заснемем всяка сцена три пъти. Първо щяхме да репетираме със стойка – „задушно“, както го нарекохме. След това щяхме да заснемем сцената отново с тази огледална топка в кадъра, която показва компютрите къде са източниците на светлина. Тогава аниматорите ще отидат да работят и ще поставят герои в кадъра.“ Според Данте „проблемът“ е възникнал, когато ръководителите на студиото са се уморили от шегите на филма и са искали те да бъдат сменени. В резултат на това студиото привлече двадесет и пет сценаристи, които се опитваха да пишат шеги, които бяха достатъчно кратки, за да се поберат в устата на анимационен герой. Въпреки това, филмът има само един признат писател.
Въпреки че е режисиран от признати фенове на оригиналните карикатури, Данте заяви, че няма творческа свобода в проекта, и го нарече „най-дългата година и половина в живота ми“. Данте чувстваше, че той и Голдбърг успяха да запазят оригиналните личности на героите. Откриването, средата и краят на филма обаче са различни от това, което Данте си е представял.

### Саундтрак
Това беше последният филм на композитора Джери Голдсмит. Поради неуспешното здраве на Голдсмит, последната макара на филма всъщност е отбелязана от Джон Дебни, въпреки че Голдсмит е единственият признат композитор в маркетингови материали, а албумът на саундтрака на Varèse Sarabande съдържа само музиката на Голдсмит (въпреки че първата и последната реплика са адаптации на композиции чути в анимациите на Warner Bros.). Дебни получава надпис „Допълнителна музика от“ в заключителните заглавия на филма и „Специални благодарности“ в надписите на албума на саундтрака. Голдсмит почина през юли 2004 г., осем месеца след излизането на филма.
1. Life Story (What's Up, Doc?) – Карл Сталинг (:18)
2. What's Up? (1:24)
3. Another Take (:48)
4. Dead Duck Walking (3:13)
5. Out of the Bag (3:42)
6. Blue Monkey (:54)
7. In Style (1:09)
8. The Bad Guys (2:57)
9. Car Trouble (3:45)
10. Thin Air (1:24)
11. Area 52 (1:27)
12. Hot Pursuit (2:26)
13. We've Got Company (1:50)
14. I'll Take That (1:19)
15. Paris Street (1:21)
16. Free Fall (1:15)
17. Tasmanian Devil (1:10)
18. Jungle Scene (1:40)
19. Pressed Duck (3:22)
20. Re-Assembled (:50)
21. The Merry-Go-Round Broke Down (Клиф Френд и Дейв Франклин) (:16)

## Рецепция

### Търговски прием
„Шантави рисунки: Отново в действие“ излезе на 14 ноември 2003 г., който беше първоначално планиран да бъде отворен по-рано това лято. Филмът събра 68,5 милиона долара по целия свят при бюджет от 80 милиона долара.
Warner Bros. се надяваше да стартира ревитализиран франчайз на медиите на Шантави рисунки и продукти с успеха на „Отново в действие“. Нови анимирани кратки филми и сериала „Дък Доджърс“ бяха поръчани да се свържат с „Отново в действие“. Въпреки това, поради финансовия провал на филма, поредицата „Шантави рисунки“ остава предимно в телевизията близо две десетилетия. Warner Bros. няма да продуцира поредния пълнометражен филм за Шантави рисунки до Космически забивки 2, който трябва да излезе през юли 2021 г.

### Критичен отговор
За агрегатора на рецензии Rotten Tomatoes филмът има рейтинг на одобрение от 56% въз основа на 138 рецензии, със средна оценка 6/10. Консенсусът на критиците на уебсайта гласи: „Сюжетът е безсмислен, хиперактивен бъркотия и геговете са относително невдъхновени в сравнение с класическите анимации на Шантави рисунки.“ В Metacritic филмът има средно претеглена оценка 64 от 100, базирана на 32 критици, посочвайки „общо благоприятни отзиви“. Аудитории, анкетирани от CinemaScore, дават на филма средна оценка от "B +" по скала от A до F.
Критиците на Chicago Sun-Times Роджър Еберт и Ричард Роупър дадоха филма Two Thumbs Up; Роупър го нарече „весела и самореферентна анимация за смесване с игрален филм в непрекъснато търсене на глупави смешки“, докато Еберт го нарече „глупаво забавление“.
Филмът е номиниран и за награда „Сатурн“ за най-добър анимационен филм, награда „Ани“ за най-добър анимационен филм и Награда „Сателит“ за най-добър анимационен или смесен филм.

## Домашна употреба
Warner Home Video пусна филма на VHS и DVD на 2 март 2004 г. Филмът беше преиздаден на DVD в отделни широкоекранни и пълноекранни издания на 7 септември 2010 г. Той също така беше пуснат на Blu-ray с бонус материали на 2 декември 2014 г. Двойните DVD и Blu-ray издания, сдвоен с „Космически забивки“, излезе на 7 юни 2016 г.

## Видеоигра
Филмът има едноименна игра на платформа, разработена от Warthog Games и е публикувана от Electronic Arts за PlayStation 2, GameCube и Game Boy Advance. Версиите за Xbox и Microsoft Windows бяха планирани, но бяха отменени поради финансовия провал на филма.

## „Шантави рисунки: Отново в действие“ В България
В България филмът е пуснат на 12 декември 2003 г. от Александра Филмс с български субтитри.
На 21 април 2004 г. е издаден на VHS и DVD от Съни филмс и отново е субтитриран.
На 1 януари 2008 г. филмът е излъчен първоначално по Нова телевизия.
През 2010 г. започва се излъчват повторения по bTV Comedy.
През 2022 г. е достъпен в HBO Max.
Дублажи
| Озвучаващи артисти | Елена Бойчева Георги Стоянов Любомир Младенов Александър Воронов |
| Тонрежисьор        | Деляна Стоянова                                                  |
| Редактор           | Яна Янева                                                        |

| Озвучаващи артисти  | Елена Бойчева Даниела Йорданова Николай Николов Цанко Тасев Живко Джуранов Александър Воронов |
| Преводач            | Иван Иванов                                                                                   |
| Тонрежисьор         | Наталия Василева                                                                              |
| Режисьор на дублажа | Чавдар Монов                                                                                  |

| Преводач            | Тереза Стоянова                                                    |
| Озвучаващи артисти  | Елена Бойчева Татяна Захова Иван Велчев Живко Джуранов Петър Бонев |
| Тонрежисьор         | Ясен Пенчев                                                        |
| Режисьор на дублажа | Йоанна Микова                                                      |